# Самір Аєс
Самір Аєс (болг. Самир Аяс, * 24 грудня 1990, Софія, Болгарія) — болгарський футболіст, півзахисник ФК «Академік».

## Досягнення
- Володар Кубка Болгарії з футболу (1):

ЦСКА: 2015-16
- Чемпіон Лівану (2):

«Аль-Ахед»: 2017-18, 2018-19
- Володар Кубку Лівану (2):

«Аль-Ахед»: 2017-18, 2018-19
- Володар Суперкубку Лівану (2):

«Аль-Ахед»: 2017, 2018